# Diatriba
Una diatriba (del griego clásico: διατριβή, diatribé, «discurso hablado», «conferencia») es un escrito violento, a veces injurioso, dirigido contra personas o grupos sociales. 
Originalmente, en su acepción griega, es el nombre dado a un breve discurso ético, concretamente del tipo de los que componían los filósofos cínicos y estoicos. Estas lecturas morales populares tenían con frecuencia un tono polémico, y «diatriba» adquirió pronto el sentido moderno de «invectiva».
El concepto de diatriba como escrito surgió en el siglo III a. C., atribuyéndose a Bión de Borístenes, filósofo cínico griego. Otros cínicos, como Teles (siglo III a. C.), y estoicos, como Musonio Rufo (siglo I), usaron la diatriba como su género principal.
- Datos: Q1209244